# Едуар де Кастельно
Едуар де Кастельно (фр. Noël Édouard Marie Joseph vicomte de Curières de Castelnau, Ноель-Жозеф-Марі-Едуард віконт де Кюр'єр де Кастельно; 24 грудня 1851, Сен-Африк, Авейрон, Гасконь, Друга Французька імперія — 18 березня 1944, Монтастрюк, Верхня Гаронна, Французька держава) — французький воєначальник Першої світової війни, дивізійний генерал (1912). 

## Біографія і кар'єра до Першої світової війни
Народився у старовинній аристократичній католицькій родині депутата Національних зборів. Початкову освіту здобув у єзуїтському коледжі, із 1869 року служив у французькій армії. 
У 1870 році закінчив Сен-Сірську військову школу, у званні другого лейтенанта брав участь у франко-прусській війні 1870-1871 років. Після війни служив на штабних посадах, у 1880 році закінчив Академію Генерального штабу. Із 1893 року служив у Генеральному штабі Франції. Із 1896 року служив у Військовому міністерстві, із 1897 року — начальник 1-го бюро (організація та мобілізація армії) Військового міністерства.
У 1900 році був звинувачений військовим міністром генералом Андре у «клерикалізмі» та критиці республіканського ладу, після чого був звільнений з Військового міністерства і призначений на посаду командира 37-го піхотного полку і перебував на цій посаді до 1905 року. Із 1905 року — командир бригади, із 1909 року — командир дивізії. Із 1911 року — 1-й помічник начальника Генерального штабу, водночас із 1913 року — член Вищої військової ради. Як 1-й помічник начальника Генштабу працював під керівництвом генерала Жоффра, брав участь у підготовці плану дій Франції в майбутній війні з Німеччиною. 

## Перша світова війна
Із початком Першої світової війни — командувач 2-ї французької армії, яка налічувала 323,5 тисячі вояків і 800 гармат та розгорталася в Лотарингії. Армія Кастельно отримала наказ наступати на Саарбург, але зіткнулася із сильним опором 6-ї німецької армії принца Рупрехта і була змушена відійти на вихідні позиції. У вересні 1914 року війська Кастельно відбив наступ німців і втримав за собою Нансі, чим забезпечив правий фланг французьких військ, які вели бої на Марні.  
Із жовтня 1914 року — командувач французьких військ між Уазою та Соммою.  
Із 16 червня 1915 року — командувач Центральною групою армій. На цій посаді керував невдалим наступом французьких військ у Шампані. 
Із грудня 1915 по січень 1917 року — начальник штабу головнокомандувача арміями Півночі і Північного Сходу. На цій посаді брав участь у Верденській битві. Після відставки Жоффра знятий з посади. У лютому 1917 року брав участь у британо-французькій місії в Російську імперію та у Петроградській конференції. Після повернення з Петрограду був призначений командувачем Східної групи армій, яка тримала оборону між Еною та швейцарським кордоном і активної участі в боях не брала, на цій посаді перебував до кінця війни. 

## Після війни
Із 1919 по 1923 рік — депутат Національних зборів Франції. Займався активною націоналістичною та католицькою діяльністю, через що в 1921 році французький уряд відмовився присвоїти йому звання маршала. Із 1924 року — голова Національної католицької федерації, пізніше був головою Патріотичної ліги, критикував політику уряду соціалістів Едуара Ерріо. Під час окупації Франції нацистами в роки Другої світової війни засудив діяльність режиму Віші та допомагав Руху Опору. Помер у місті Монтастрюк, де й був похований у родовому склепі. 

## Нагороди
Був нагороджений орденом Почесного легіону, Військовою медаллю, Пам'ятною медаллю за 1870-1871 роки та іншими нагородами Франції, британськими орденами Бані та Вікторї, польським орденом Virtuti Militari, російськими орденами Святого Олександра Невського, Святого Станіслава і Святої Анни, Медаллю за видатні заслуги (США).